# Ilhas Selaiar
Selaiar (em indonésio:  Kabupaten Selayar, em neerlandês:  Saleijer) é um arquipélago, parte da província de Celebes do Sul na Indonésia. Fica entre o Mar das Flores e Estreito de Macáçar. Kabupaten Selayar é o nome da região administrativa do território. A área total do arquipélago é de que 1357 km² e ele tem cerca de 123 mil habitantes. Há 132 ilhas, destas apenas 29 são habitadas. A leste fica Pulau (Ilha) Kalaotoa e Pulau Karompa Lompo já em Celebes do Sudeste. As ilhas são lugar de biodiversidade e um dos spots favoritos para mergulho.

## Ilhas
- Ilha Selaiar, a principal, 642 km².
- Pulasi e Pulau (Ilha) Tambalongang
- Pulau Tanahjampea (Tana Jampea) com as localidades Ujung, Labuhanmarege e a pequena Pulau Batu
- Pulau Kayuadi (Kayu Adi) e Pulau Panjang
- Ilhas Macan (Kepulauan Macan)
- Pulau Kalao, localidade principal: Boneogeh
- Pulau Bonerate
- Bahuluwang e outras ilhas menores